# Commandos (herní série)
Commandos je herní série počítačových her situovaná do sledu událostí druhé světové války. První tři díly série jsou žánru realtimové taktiky. Poslední díl s názvem Commandos: Strike Force je střílečka FPS. Za celou sérií stojí španělská vývojářská společnost Pyro studios s vydavatelskou společností Eidos Interactive.

## Commandos
První tři díly série (zejména první díl Commandos: Behind Enemy Lines s datadiskem Commandos: Beyond The Call of Duty), prosluly inovátorskými prvky a především vysokou obtížností. Proto jsou první tři díly série Commandos určeny především pro příznivce strategického žánru a i jim může zpočátku dělat hraní problémy. Herní pojetí a popularita série ovlivnila mnohé jiné vývojáře a vliv Commandos lze proto najít v několika jiných vysoko rozpočtových projektech. První díl série vyšel 1. června 1998, druhý v září 2001 a třetí v říjnu roku 2003. Mimo platformy PC vyšly některé díly série i pro konzole PlayStation 2 a Xbox 360.
Na rozdíl od klasických akčních RTS, pro které jsou typické boje velkých armád, stavění budov a tvorba jednotek, přináší Commandos pouze pár členů speciálního komanda, přičemž žádný z nich nesmí zemřít. Všechny ve hře přítomné mise a úkoly jsou vytvořeny tak, aby hráč musel při hraní přemýšlet a ne jen bezmyšlenkovitě klikat. Důraz je kladen i na utajení jednotlivých členů komanda, což obtížnosti hry jen přispívá. Zajímavou implementací, která postrčila obtížnost o několik stupínků výše je fakt, že každý hrdina může vykonávat jen určitou činnost a disponuje odlišnými fyziologickými vlastnostmi a schopnostmi, které diferencují například rychlost pohybu „odlehčeného“ Zeleného bareta od Mariňáka vybaveného těžkým ruksakem s několika věcmi – od člunu po harpunu s potápěčským vybavením. Každý z mužů může používat různé předměty a vyvolávat různé akce.
Hrdinové vystupující v prvních třech dílech Commandos (v každém díle někteří hrdinové chyběli, toto je seznam všech hrdinů ze všech tří dílů):
- Zelený baret
- Odstřelovač
- Mariňák
- Ženista
- Řidič
- Špion
- Nataša (žena,která se objevuje jen někdy)
- Zloděj
- Zlodějův pes

### Commandos 3
Třetí díl Commandos s podtitulem Destination Berlin, poslední díl strategického ražení v sérii, vyšel v roce 2003. Od předchozích dílů se moc nelišil – přinesl nezměněný herní systém a obtížnost zůstala na stejné úrovni, ale to mu spíše pomohlo. Na tehdejší dobu měl poměrně vysoké hardwarové nároky. Tomu ale odpovídala úroveň grafického zpracování.
Hra obsahuje celkem 3 kampaně. První se odehrává ve Stalingradu, druhá (nejdelší) ve střední Evropě a třetí v Normandii. K dispozici je i několik výukových misí a hra více hráčů. V každé kampani je několik map, přičemž více misí se může odehrávat na jedné mapě. I když v jednotlivých kampaních vystupují stejní hrdinové (resp. stejní členové komanda), příběh kampaní na sebe nijak nenavazuje. Návaznost je pouze v jednotlivých misích kampaně. Každá kampaň vlastně sleduje jistou operaci, při níž musí komando provést nějaký úkol (například ve střední Evropě získat vzácná umělecká díla ukradená Němci).
Postavy vystupující v Commandos 3 a jejich specifické vlastnosti a schopnosti:
- Odstřelovač – schopnost střílet z odstřelovací pušky, schopnost vylézat na stožáry
- Ženista – schopnost používat granáty, molotovovy koktejly, výbušniny, apod.
- Zelený baret – schopnost pracovat s nožem, schopnost vylézat na stožáry či ručkovat po kabelech
- Špión – schopnost odlákat pozornost, být nenápadný, schopnost použít jed
- Zloděj – schopnost okrádat nepřítele, rychlý pohyb, schopnost připravit žebřík
- Potápěč – schopnost potápět se, schopnost házet nožem

### Prodej a dostupnost
V současné době jsou ještě tituly Commandos 2 a Commandos 3 v několika internetových obchodech dostupné a to jak v podobě pro platformu PC, tak pro konzole. Jejich cena nepřesáhne 300 Kč. Mimo to je plná verze třetího dílu Commandos v češtině součástí 146. čísla časopisu Level. Plná verze Commandos 2 byla v čísle 155 časopisu Score.
Na platformě Steam lze zakoupit všechny díly pod 90Kč

## Commados: Strike Force
Zatím poslední díl série Commandos s podtitulem Strike Force vyšel v dubnu roku 2006. Naprosto se odklonil od prvních tří dílů série tím, že místo real-timové strategie byl first-person střílečkou. Díky svému žánru a prostředí, ve kterém se odehrával, začal být podobný sérii Call of Duty. I přes odklonění od původního žánru autoři viditelně nešlápli vedle a dokázali vytvořit hru, která je hodná nosit jméno Commandos. Commandos: Strike Force se od recenzentů dočkala vesměs kladného hodnocení.

## Budoucnost série
I přes úspěch všech doposud vydaných her ze série Commandos nejsou žádné informace o jejím pokračování.